# Hiromi Kawakami
Hiromi Kawakami (川上 弘美, Kawakami Hiromi, née le 1er avril 1958) est une romancière, critique littéraire et essayiste japonaise née à Tokyo. Sa production a fait d'elle une des romancières contemporaines les plus populaires du Japon.

## Biographie
Hiromi Kawakami est née à Tokyo le 1er avril 1958. En 1980, elle est diplômée de biologie de l'université pour femmes d'Ochanomizu.

## Comme écrivain

### Premiers travaux
Kawakami commence à écrire en 1980, faisant paraître  des textes de science-fiction dans le magazine New Wave SF pour lequel elle est également éditrice.  
En 1994, elle publie son premier recueil de nouvelles, Kamisama (Dieu) ; elle reçoit cette même année le premier prix Pascal des jeunes auteurs de nouvelles (パスカル短篇文学新人賞). 
Elle est récompensée en 1996 par le Prix Akutagawa pour sa nouvelle Hebi o fumu (littéralement : Marcher sur un serpent). Elle intègrera plus tard le comité de sélection de ce prix.
En 1999, sa nouvelle Kamisama (Dieu) est primée par le prix Bunkamura des Deux Magots et par le Prix Murasaki Shikibu (紫式部文学賞).

### Les Années douces
Publié en 2000 au Japon et en 2003 en France, Les Années douces est son premier roman et le plus connu au Japon. En 2001, il vaut à Kawakami le Prix Tanizaki, et est ensuite remarqué en France pour la sensibilité de son écriture. Le roman raconte la naissance d'une histoire entre une jeune femme trentenaire, Tsukiko, et l'un de ses anciens professeurs de littérature, septuagénaire, rencontré par hasard dans un café qui verra l'évolution de leur relation au fil des saisons et de rencontres épisodiques et toujours aléatoires.
Le livre est adapté au cinéma, et aussi en manga par Jirô Taniguchi (2008 au Japon puis 2010 en français); cette dernière version contribue à la réputation de Taniguchi comme l'un des grands dessinateurs de son époque.

### Après Les Années douces
Le succès des Années douces permet de faire connaître hors du Japon d'autres de ses textes, dont Abandons (1999 au Japon, 2003 pour la traduction française), puis Cette lumière qui vient de la mer (2003 au Japon, 2005 pour la France), qui confirme la « voix sensible et chaleureuse » de l'auteur.
En 2024, son roman 大きな鳥にさらわれないよう (Ōkina tori ni sarawa renai yō) est traduit en anglais par Asa Yoneda, et cette traduction est sélectionnée (longlist) pour le Prix international Booker 2025.

## Style et thèmes
Kawakami fait partie de la vague de féminisation qui a touché progressivement la littérature japonaise jusqu'à faire « voler en éclats l'image du Japon traditionnel ». Une des figures précoces et majeures de la période post-Fukushima, elle écrit sur le quotidien qui continue dans un monde qui a changé. L'œuvre de Kawakami met typiquement en scène des univers « vacillant entre réalisme et fantastique ».
Sa trajectoire, de la science fiction vers un roman traditionnel mais marqué par le surnaturel, témoigne de la redistribution des genres dans le paysage littéraire japonais à la fin du XXe siècle.

## Liste des œuvres traduites en français
- 1999 : Abandons (溺レる Oboreru), huit nouvelles traduites par Sophie Refle, Actes Sud ("Lettres japonaises"), 2003.
- 2001 : Les Années douces (センセイの鞄 Sensei no kaban), roman traduit par Elisabeth Suetsugu, Éditions Philippe Picquier, 2003 ; Picquier poche, 2005.
- 2003 : Cette lumière qui vient de la mer (光ってみえるもの、あれは Hikari tte mieru mono, are wa), roman traduit par Elisabeth Suetsugu, Éditions Philippe Picquier, 2005 ; Picquier poche, 2008.
- 2003 : Les 10 amours de Nishino (ニシノユキヒコの恋と冒険 Nishinoyukihiko no koi to bōken), roman traduit par Elisabeth Suetsugu, Éditions Philippe Picquier, 2013 ; Picquier poche, 2015.
- 2005 : La Brocante Nakano (古道具 中野商店 Furudōgu Nakano shōten), roman traduit par Elisabeth Suetsugu, Éditions Philippe Picquier, 2007 ; Picquier poche, 2012.
- 2006 : Lu Ma Me Je Ve Sa Di (月火水木金土日 Getsu ka sui moku kin do nichi), dans Meet n°11 (Tokyo/Luanda, p. 27-37), nouvelle traduite par Elisabeth Suetsugu, Éditions Meet, octobre 2007.
- 2006 : Manazuru (真鶴), roman traduit par Elisabeth Suetsugu, Éditions Philippe Picquier, 2009 ; Picquier poche, 2012.
- 2008 : Le Temps qui va, le temps qui vient (どこから行っても遠い町 Doko kara itte motōi machi), roman traduit par Elisabeth Suetsugu, Éditions Philippe Picquier, 2011 ; Picquier poche, 2013.
- 2014 : Soudain, j'ai entendu la voix de l'eau (水声 Suisei), roman traduit par Elisabeth Suetsugu, Éditions Philippe Picquier, 2016 ; Picquier poche, 2018.
- 2015, 2018 : Un matin légèrement nuageux, nouvelles traduites par Elisabeth Suetsugu, Éditions Philippe Picquier, 2024

## Liste des œuvres non-traduites
- 物語が、始まる Monogatari ga, hajimaru, 1996
- 蛇を踏む Hebi o fumu, 1996 Prix Akutagawa (traduit en anglais, dans le recueil Record of a Night Too Brief, Pushkin Press, 2017)
- いとしい Itoshī, 1997
- 神様 Kamisama, 1998 ;  神様 2011 Kamisama 2011 (version revisée), 2011 (traduit en allemand, in Neue Rundschau 123(1), pp. 20–33, S. Fischer Verlag, 2012 - contient les 2 versions)
- おめでとう Omedetō, 2000
- 椰子・椰子 Yashi yashi, 1998
- パレード Parēdo (Parade), 2002 (traduit en anglais, Parade: A Folktale, Soft Skull Press, 2019)
- 龍宮 Ryūgū, 2002 (traduit en anglais, Dragon Palace, Stone Bride Press, 2023)
- 夜の公園 Yoru no kōen, 2006
- ざらざら Zarazara, 2006
- ハヅキさんのこと Hadzukisan no koto, 2006
- 風花 Kazahana, 2008 (traduit en allemand, Bis nächstes Jahr im Frühling, Hanser Verlag, 2013)
- これでよろしくて ？Kore de yoroshikute ? 2009
- パスタマシーンの幽霊  Pasutamashīn no yūrei, 2010
- 機嫌のいい犬 Kigen no ī inu, 2010 (recueil de haïkus)
- 天頂より少し下って Tenchō yori sukoshi kudatte, 2011
- 七夜物語 Shichiya monogatari, 2012
- なめらかで熱くて甘苦しくて Namerakade atsukute ama kurushikute, 2013
- 猫を拾いに Neko o hiroi ni, 2013
- 大きな鳥にさらわれないよう Ōkina tori ni sarawa renai yō, 2016 (traduit en anglais, Under the Eye of the Big Bird, Soft Skull Press, 2024)
- このあたりの人たち Kono atari no hito-tachi, 2016 (traduit en anglais, People From My Neighborhood, Soft Skull Press, 2021)
- ぼくの死体をよろしくたのむ Boku no shitai o yoroshiku tanomu, 2017
- 森へ行きましょう Mori he ikimashō, 2017
- 某 Bō, 2019
- 三度目の恋 Mitabime no koi, 2020 (traduit en anglais, The Third Love, Granta Books, 2024)
- 恋ははかない、あるいは、プールの底のステーキ Koi wa hakanai, aruiwa, pūru no soko no sutēki, 2023
- 明日、晴れますように 続七夜物語 Ashita, haremasu yō ni zoku shichiya monogatari, 2024